# 謝安

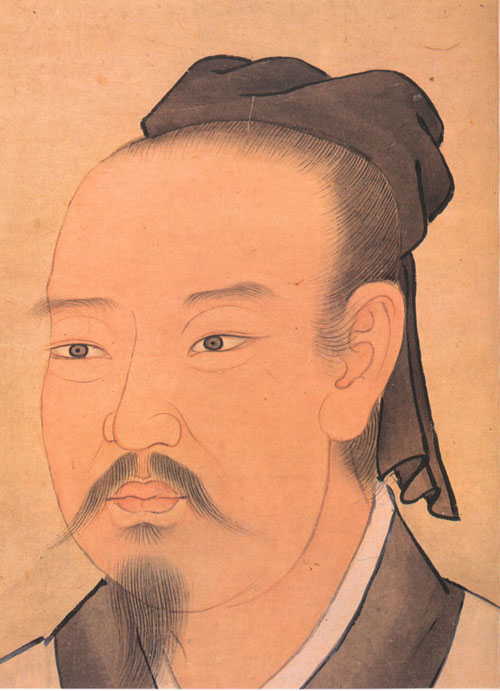
晋太保建昌公謝安

謝 安（しゃ あん、大興3年（320年）- 太元10年8月22日（385年10月12日））は、東晋の貴族政治家。
字は安石。本貫は陳郡陽夏県。
桓温の簒奪阻止や淝水の戦いの戦勝など、東晋の危機を幾度となく救った。
謝裒の三男。兄は謝奕・謝拠。弟は謝万・謝石・謝鉄。従兄は謝尚。正室は劉惔の妹の劉夫人。子は謝琰。孫は謝混。

## 生涯

### 若き日
名族の陳郡謝氏に生まれ、大いに将来を期待されていたが、若い頃は出仕せずに王羲之と交流を深め、清談に耽り、悠々と暮らしていた。
升平4年（360年）、40歳で初めて仕官し、桓温の司馬となった。やがて桓温から離れて中央に戻り侍中・吏部尚書に就任した。
当時の桓温の勢力は東晋を覆い、桓温は簒奪の野望を見せていて、簡文帝の崩御後に即位した孝武帝からの禅譲を企てた。しかしこれに対して謝安は王坦之と共に強硬に反対し引き伸ばし工作を行った。結果、老齢の桓温は死亡、東晋は命脈を保つことになる。

### 淝水の戦い

#### 事前の経緯
大司馬桓温が寧康元年（373年）に死去すると、謝安を尚書僕射となり、東晋の政権を握る。兵権は謝安と桓温の末弟の桓沖に委ねられた。謝安は前秦の勢力拡大、並びに北方や西方に迫る脅威に対抗するため、兄の謝奕の子の謝玄を将軍に任命し、この謝玄の下で劉牢之らを参謀に登用して精強な北府軍を創設した。
太元8年（383年）、華北を統一した前秦の苻堅は中国の統一を目指して百万と号する大軍を南下させてきた。

#### 開戰
謝安は朝廷より征討大都督に任ぜられ、弟の謝石・甥の謝玄らに軍を預けてこれを大破した（淝水の戦い）。戦いが行われていた頃、謝安は落ち着いている素振りを周囲に見せるために、客と囲碁を打っていた。対局中に前線からの報告が来て、客がどうなったかを聞いたところ、「小僧たちが賊を破った」とだけ言って、特に喜びをみせなかった。客が帰った後、それまでの平然とした振りを捨てて、喜んで小躍りした。その時に下駄の歯をぶつけて折ってしまったが、それに気づかなかったという。
この功績により、陳郡謝氏は琅邪王氏と同格の最高の家格とされ、謝安は太保となった。更に謝安はこの勢いを駆って北伐を計画していたが、皇族の権力者司馬道子に止められる。司馬道子の反対は謝安の功績が大きくなりすぎたことを警戒してのことであり、謝安は中央を追い出されて広陵歩丘に鎮した。
太元10年8月丁酉（385年10月12日）、薨去。太傅の官と廬陵郡公の爵位が追贈された。子の謝琰と孫の謝混も引き続き東晋に仕えた。

## 謝安を題材とした作品
- 「蜘蛛人謝安」 王順鎮著 実学社（台湾）